# Lycioides nevadus
Lycioides nevadus är en insektsart som beskrevs av Ball 1931. Lycioides nevadus ingår i släktet Lycioides och familjen dvärgstritar. Inga underarter finns listade i Catalogue of Life.